# Tecniche istologiche

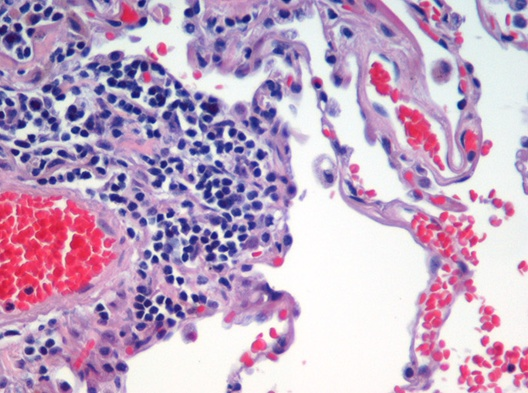
Vista al microscopio di un preparato istologico di polmone umano colorato con ematossilina e eosina.

Le tecniche istologiche rappresentano quell'insieme di tecniche e operazioni che permettono la preparazione di un tessuto biologico per l'esame al microscopio.

## Introduzione

I possibili tagli di una sezione istologica.

L'istologia studia la morfologia dei tessuti, e le cellule che li compongono, sia da un punto di vista morfologico sia funzionale. Strumento essenziale per l'istologia è il microscopio, che permette l'osservazione diretta dei tessuti che si vogliono studiare. Perché tale osservazione sia possibile, tuttavia, questi devono essere lavorati e trattati in vari modi: devono essere tagliati in strisce sottilissime, così da poter essere osservati in controluce, devono essere colorati in vari modi, così da poter essere più facilmente riconoscibili e distinguibili, e devono infine essere trattati in modo da prevenirne la decomposizione e permetterne la conservazione per analisi successive. Un tessuto che sia stato in questo modo trattato prende il nome di preparato istologico.

## Fissazione e inclusione

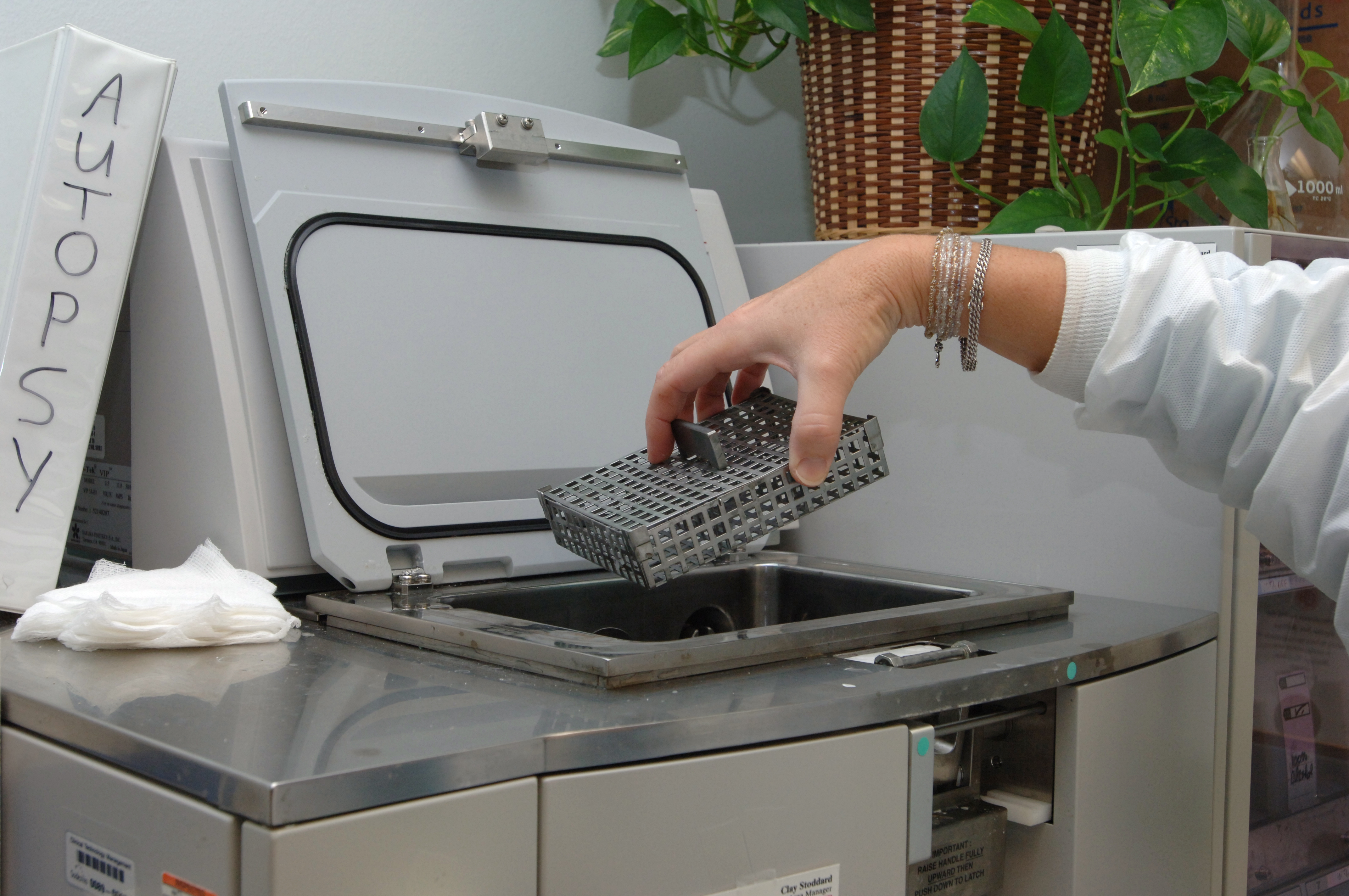
Macchina automatica per la disidratazione, fissazione e impregnazione in paraffina dei campioni di tessuto

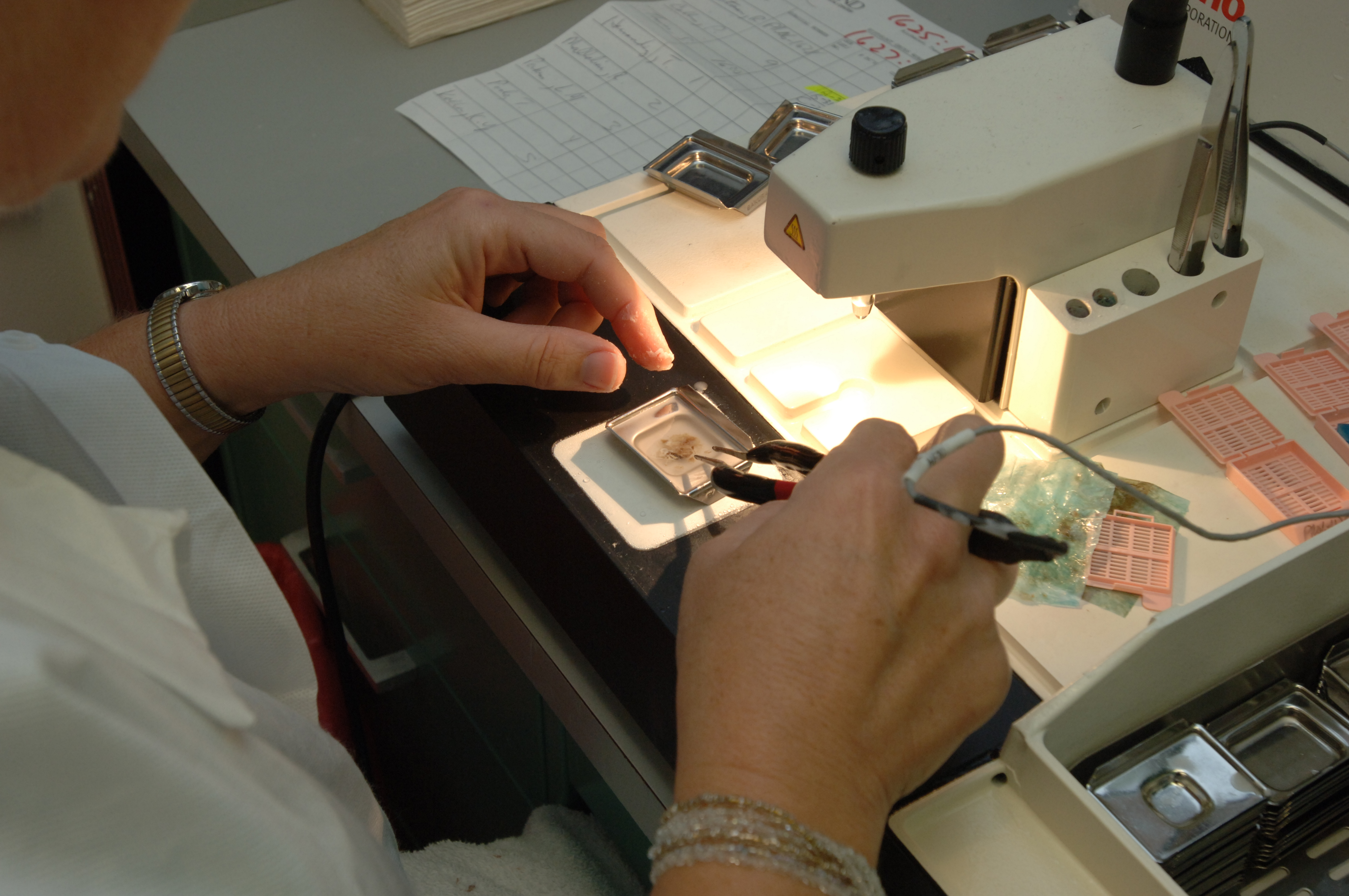
Il campione precedentemente impregnato di paraffina viene qui rivestito da paraffina a punto di fusione più elevato

Per prevenirne la decomposizione, i tessuti destinati all'analisi microscopica vengono trattati tramite un processo chiamato fissazione. La fissazione è resa necessaria dal fatto che, una volta asportati dall'organismo di appartenenza, i tessuti perdono rapidamente le loro proprietà chimiche e fisiche, sia a causa della variazione di temperatura e di pH, sia per l'azione dei microrganismi che, una volta asportato il tessuto, immediatamente attaccano e invadono il materiale biologico. Tramite la fissazione si riesce a ritardare, quando non a impedire, questi processi, e a questo scopo i tessuti appena prelevati vengono trattati con composti chimici quali alcoli e aldeidi, i quali, appunto, fissano le molecole presenti nel tessuto nello stato chimico e nella posizione in cui si trovano in vivo. 
Un altro processo molto importante ai fini dello studio cellulare è l'inclusione: i tessuti biologici, infatti, perdono la consistenza necessaria al loro mantenimento. Vengono perciò inseriti (inclusi) in materiali più resistenti, che possano fungere da sostegno. Esistono diversi materiali adatti allo scopo: la paraffina, un composto ceroso di natura lipidica, usato nell'allestimento di preparati istologici per la microscopia ottica (fette di 1-10 micron di spessore). Poiché, però, nella microscopia elettronica lo spessore deve essere dell'ordine degli Angstrom e dipendendo quest'ultimo dalla durezza del campione, a tal fine si usano delle resine acriliche, fluide a temperatura ambiente e solidificate per mezzo di un agente polimerizzante (calore o raggi UV).

## Disidratazione

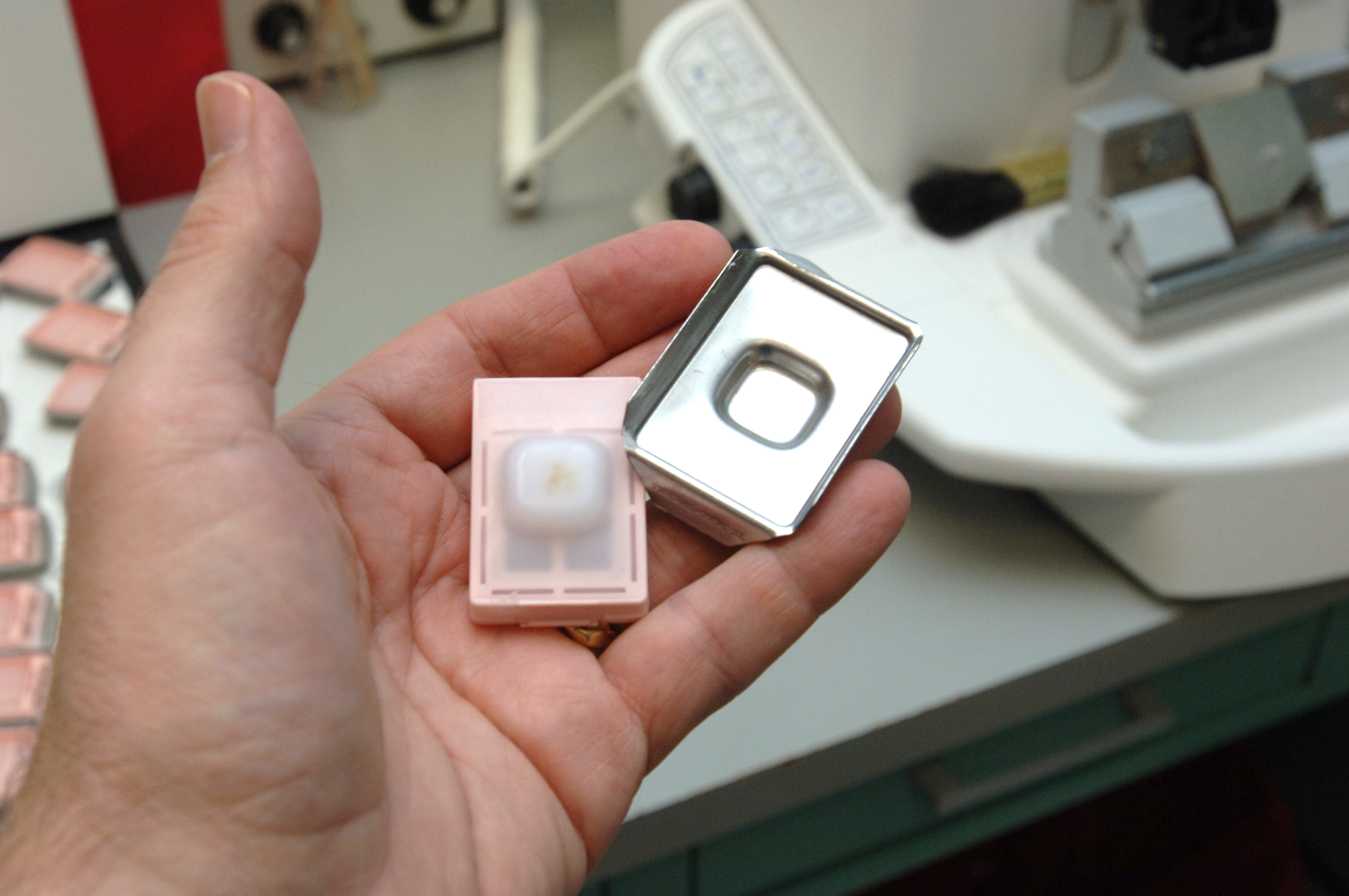
Tessuto incluso nella paraffina pronto per il taglio al microtomo

L'inclusione, pertanto, richiede la penetrazione all'interno della cellula di sostanze apolari. Essa però è costituita prevalentemente da acqua (polare). Prima di procedere all'inclusione è dunque necessario allontanare la componente acquosa utilizzando dell'alcol, che è anch'esso insolubile in paraffina: una volta allontanata l'acqua, si procede alla rimozione dell'alcol attraverso sostanze quali benzene o xilene (erroneamente chiamati benzolo e xilolo non avendo gruppi idrossilici). Quest'ultimo processo è chiamato diafanizzazione, in quanto il tessuto immerso in xilene diventa trasparente. Queste due sostanze, il benzene e lo xilene,  sono solubili in paraffina e quindi si può procedere alla inclusione.

## Sezionamento

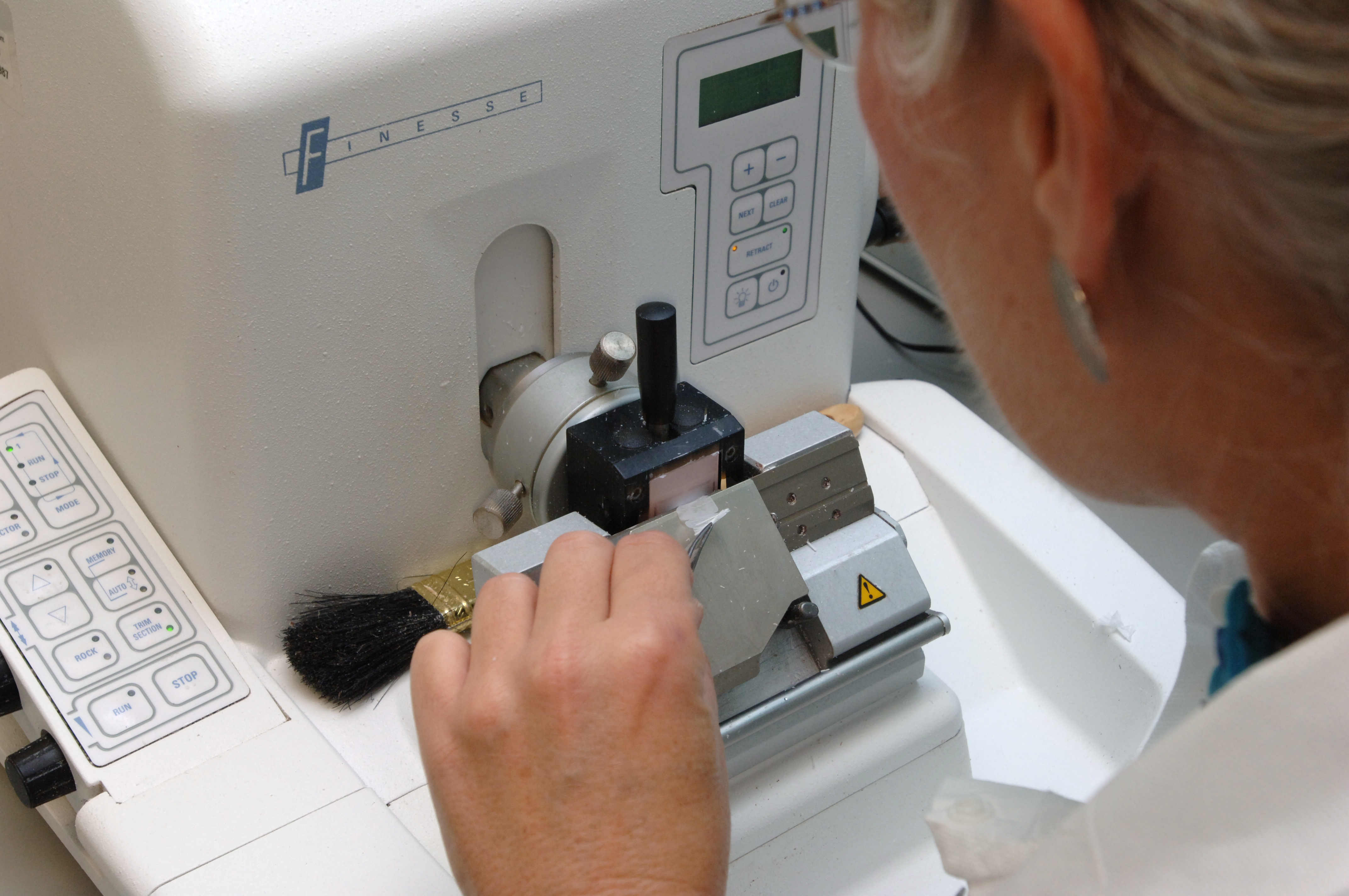
Taglio delle sezioni al microtomo

Perché un tessuto possa essere osservato al microscopio ottico, deve essere sufficientemente sottile da permettere alla luce di attraversarlo. Per ottenere questo risultato, prima dell'esame microscopico i tessuti vengono suddivisi in sezioni sottilissime, tramite uno strumento chiamato microtomo o ultramicrotomo per sezioni da microscopia elettronica. I moderni microtomi sono in grado di ottenere sezioni di spessore non superiore ai 20-30 µm (1 micrometro = 10−6metri); poiché queste sono anche, all'incirca, le misure di una cellula, è possibile con un microtomo ottenere sezioni che contengono uno strato unico di cellule, evitando così che la sovrapposizione di più strati cellulari possa disturbare la visione.

## Colorazione

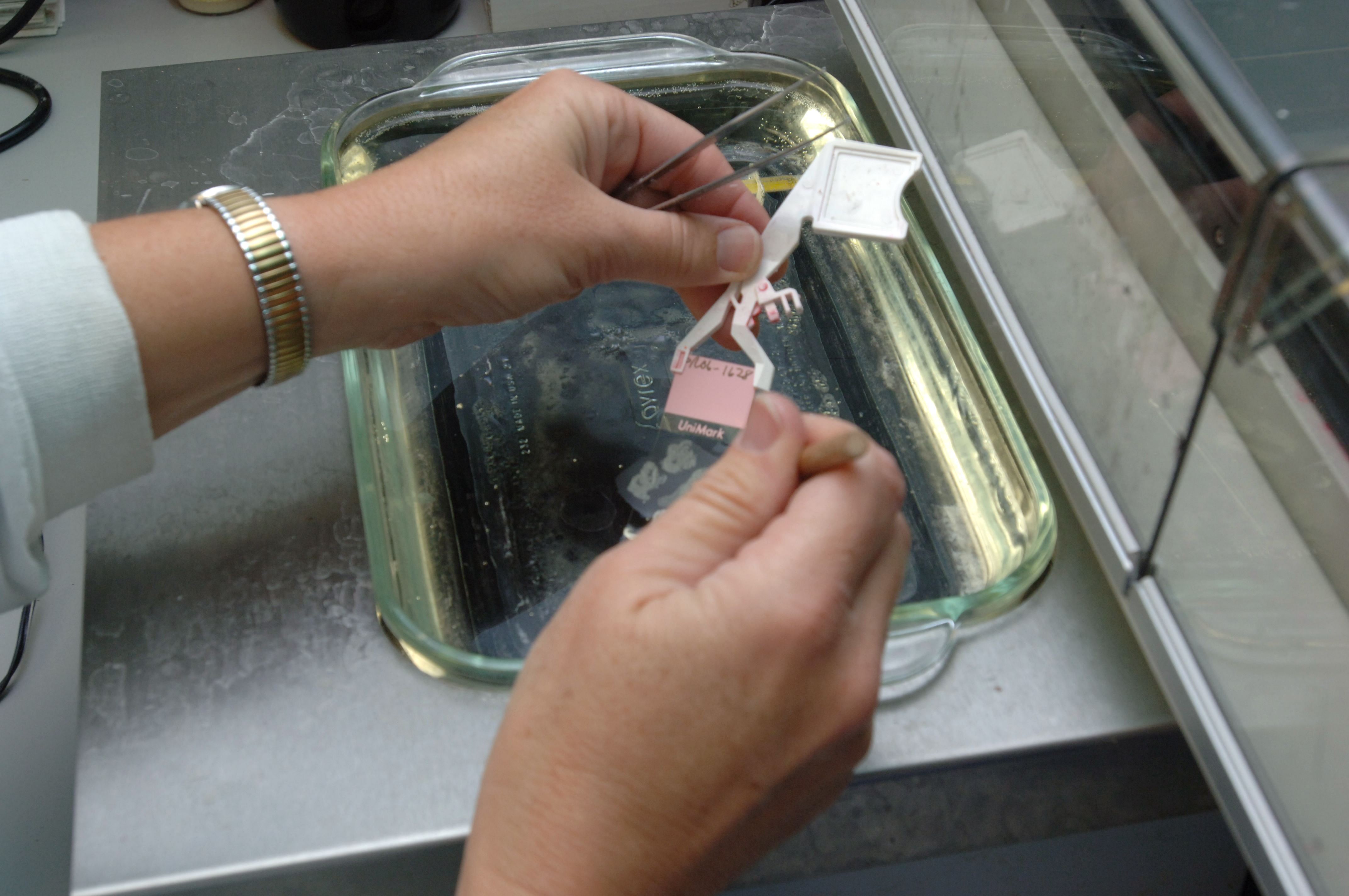
Le sezioni, poste in acqua calda per ammorbidire la paraffina, vengono raccolte sui vetrini

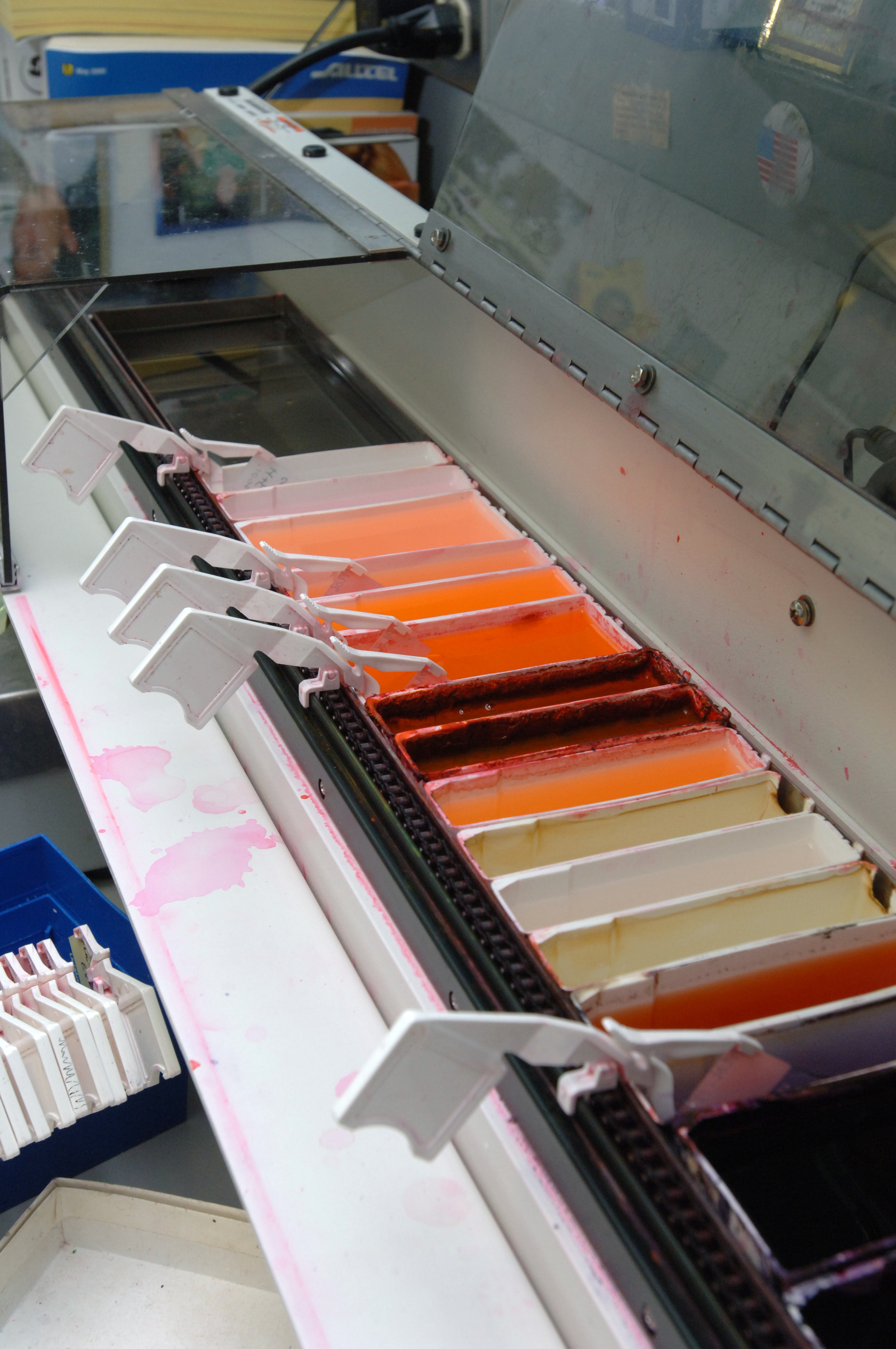
Colorazione automatizzata delle sezioni sui vetrini

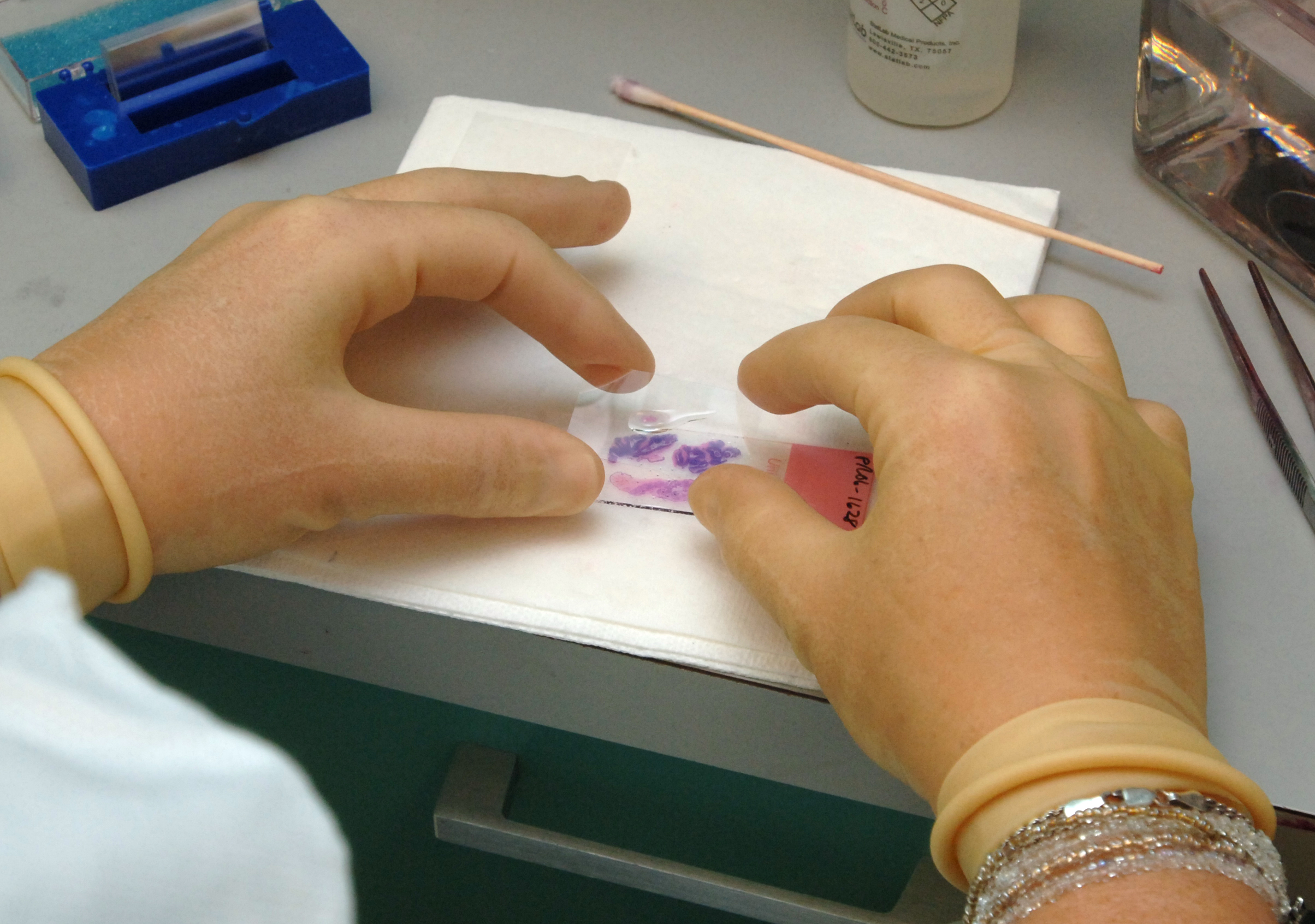
Dopo colorazione le sezioni su vetrino vengono coperte con un vetrino coprioggetto

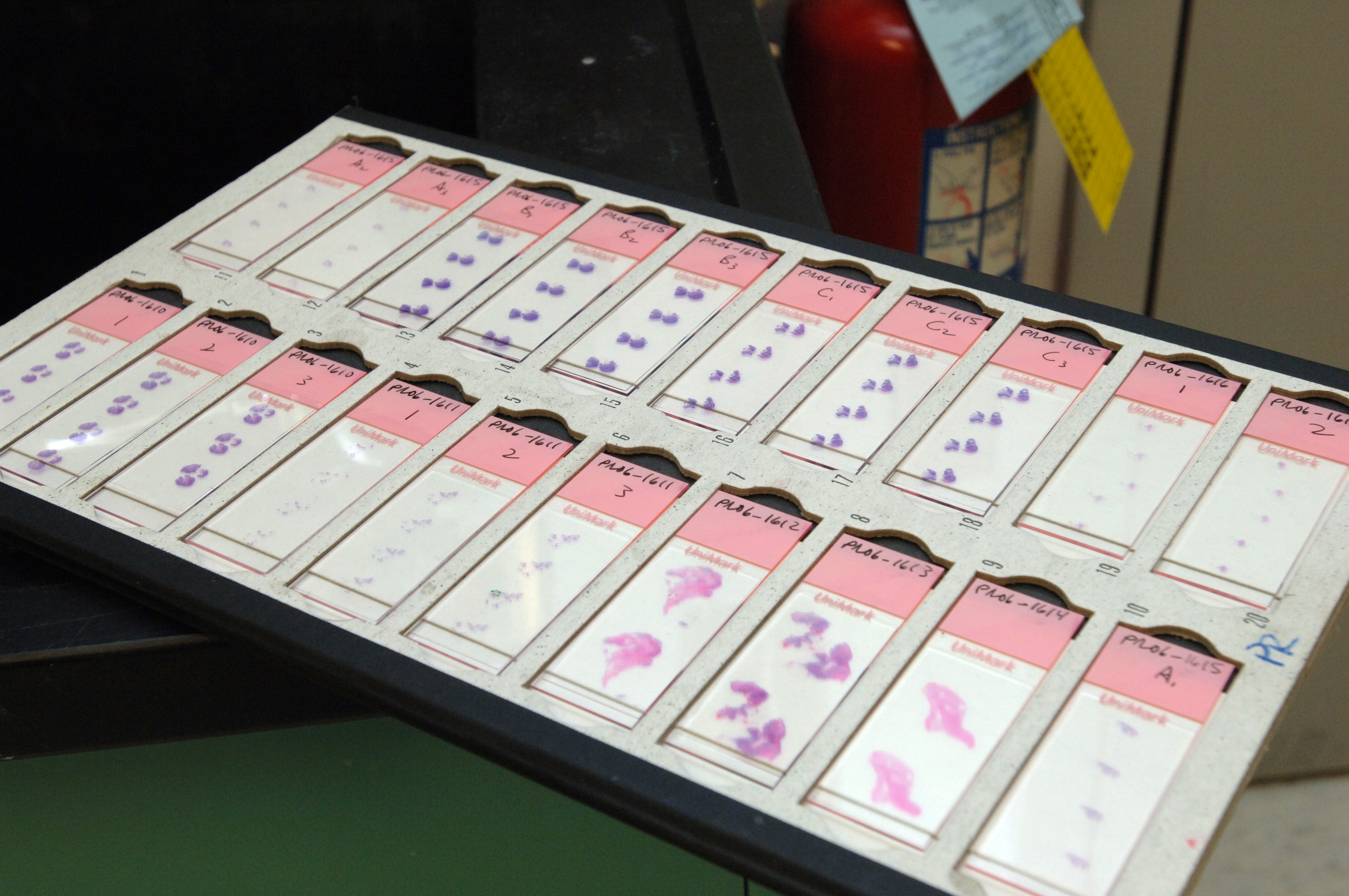
Preparati istologici pronti per l'osservazione al microscopio

Un altro passaggio fondamentale per permettere lo studio dei tessuti al microscopio è la colorazione. I tessuti animali, infatti, sono nella maggior parte dei casi incolori (perché costituite in gran parte di acqua e prive di pigmenti) e trasparenti, tanto da risultare pressoché invisibili al microscopio ottico. Sono state perciò scoperte o realizzate, fin dalla nascita dell'istologia scientifica, una serie di sostanze coloranti, capaci appunto di colorare le cellule, o le diverse parti di una cellula, in modo da renderle immediatamente visibili e distinguibili. Al giorno d'oggi sono note moltissime sostanze di questo tipo, che possono essere divise in due grandi gruppi in base ai meccanismi con cui si legano ai diversi componenti cellulari:
- i coloranti basici, che si legano alle molecole con caratteristiche acide (come il DNA)
- i coloranti acidi, che si legano alle molecole con caratteristiche basiche (come gran parte delle proteine citoplasmatiche)

nelle analisi istologiche vengono normalmente utilizzate coppie di coloranti basici/acidi, che colorano in modo diverso le diverse parti cellulari: un classico esempio è la colorazione con ematossilina/eosina, una delle più comuni in laboratorio: l'ematossilina, basica, colora il nucleo in blu, l'eosina, acida, colora il citoplasma in rosa. Esistono comunque molti altri composti, in grado di colorare organelli cellulari anche molto specifici.
Oltre ai coloranti tradizionali, negli ultimi anni hanno preso piede anche le tecniche della immunoistochimica per individuare e distinguere i diversi componenti cellulari: queste tecniche, che risultano molto utili per evidenziare singole classi di molecole all'interno della cellula, prevedono l'uso di anticorpi opportunamente trattati, in grado di legare e visualizzare specifiche proteine, lipidi o carboidrati.

## Altre tecniche

### Congelamento

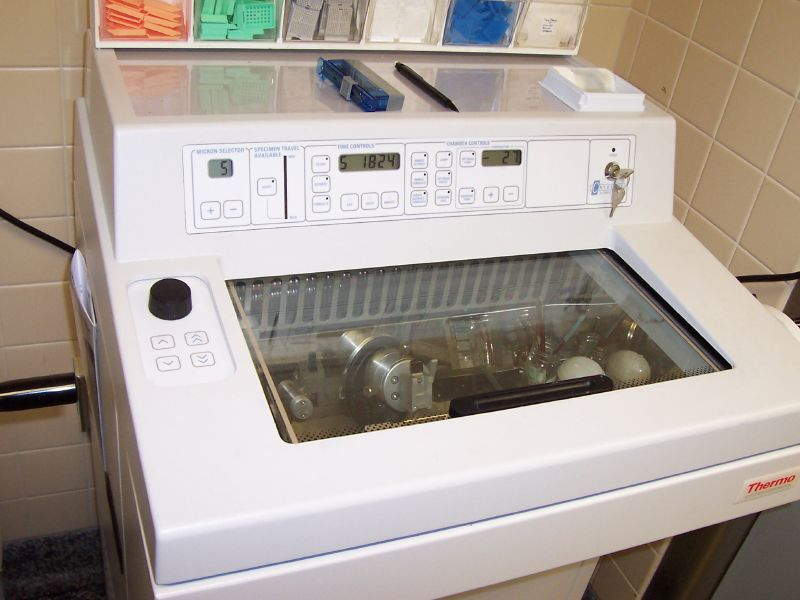
Criostato-microtomo

Una tecnica alternativa alla fissazione e all'inclusione è il congelamento (freezing); con questo metodo, le cellule vengono appunto congelate, tramite varie tecniche, divenendo al contempo sia resistenti alla decomposizione, sia sufficientemente consistenti per essere analizzate. Le cellule congelate possono poi essere scongelate al momento dell'analisi, o possono essere tagliate mentre sono congelate (criomicrotomia) o dopo eliminazione dell'acqua (freeze-drying o freeze-substitution).
La tecnica più usata per effettuare il congelamento è l'esposizione all'azoto liquido, in grado di portare istantaneamente le cellule alla temperatura di -196 °C. Questa tecnica permette anche di congelare cellule vive le quali, una volta scongelate con gli opportuni metodi, sono ancora vitali.
Questa tecnica presenta tanto dei vantaggi quanto degli svantaggi. È svantaggiosa poiché il congelamento rischia di produrre dei danni strutturali. Infatti, se esso avviene lentamente, la componente acquosa si organizza in cristalli che possono falsare la struttura originaria; è come dimenticare una bottiglia di plastica contenente acqua nel refrigeratore: il congelamento altera, modificandola, la sagoma della bottiglia. Per evitare ciò, è allora necessario ricorrere a un processo di congelamento istantaneo quale quello dell'azoto liquido. Tra i vantaggi è presente il fatto che si tratta di una tecnica di natura fisica: non sono in gioco sostanze chimiche (come i fissativi) che possono reagire modificando il contesto strutturale della cellula: i fissativi chimici, infatti, reagiscono in varie maniere legandosi o modificando i composti chimici cellulari (in particolare carboidrati e proteine) e possono snaturarli impedendone una corretta identificazione successiva. 
Questa tecnica consente inoltre un accorciamento dei tempi di allestimento di preparati istologici, in quanto evita la procedura di inclusione in paraffina che porta spesso alla perdita di buona parte della componente lipidica del tessuto, a causa dei trattamenti di disidratazione per mezzo di alcoli. 
Tale accorciamento di tempi può addirittura essere utilizzato durante un'operazione: qualora il chirurgo abbia dei dubbi sulla diagnosi o voglia avere ulteriori certezze su di essa, può far disporre degli esami istologici.
Il campione da analizzare preventivamente congelato è poi sezionato con un particolare tipo di criostato utilizzato in combinazione con un microtomo, nella fase di taglio del preparato istologico.

### Microscopio ottico
Consentendo un potere di risoluzione pari a 0,25 µm, il suo principio di funzionamento si basa sull'attraversamento di un preparato istologico da parte di un fascio di luce. Perché ciò avvenga in modo nitido e chiaro, lo spessore del campione deve essere di 4-10 µm.
Sono presenti tre apparati fondamentali: una base d'appoggio, un apparato di illuminazione e un sistema di lenti costituito da: condensatore, obiettivo e oculare. Il condensatore collima il fascio di luce sul campione; l'obiettivo è in prossimità del campione da osservare e permette un ingrandimento generalmente compreso tra 4 e 100 X; l'oculare è usato per osservare e consente l'ulteriore ingrandimento (generalmente da 5 a 15X) dell'immagine prodotta dall'obiettivo. L'ingrandimento che permette un microscopio è dato dal prodotto tra quello dell'obiettivo e quello dell'oculare.

### Microscopio elettronico
Una tecnica alternativa all'analisi al microscopio ottico è invece quella consentita dal microscopio elettronico, indispensabile per studiare l'ultrastruttura cellulare, in quanto ha potere di risoluzione pari a circa 0,4 nm (1 nanometro = 10−9metri), e in grado di risolvere anche grandi molecole e complessi molecolari. Nella parte superiore è presente una lamina di tungsteno (catodo) dalla quale si dipartono degli elettroni accelerati verso un anodo (che si trova nella parte inferiore) da una differenza di potenziale tra gli 80 e i 100 kV. Lungo il loro percorso gli elettroni passano attraverso delle lenti, le quali sono delle bobine che creano dei campi magnetici che deflettono e collimano gli elettroni sul campione da osservare (il cui spessore deve essere tra i 600 e i 700 Å).
L'immagine che si ottiene all'elettronico è rigorosamente in bianco e nero: è costituita da una serie di punti bianchi e neri (che si originano su uno schermo fluorescente) e che viene fotografata, poiché una eccessiva esposizione del campione biologico agli elettroni lo danneggerebbe. I punti bianchi corrispondono a zone cellulari che si lasciano attraversare dagli elettroni (dette elettronchiare), mentre i punti neri corrispondono a regioni cellulari che riflettono gli elettroni (dette elettrondense). 
Poiché l'immagine è in bianco e nero e risultando vana ogni colorazione del preparato istologico, per sottolineare determinate strutture cellulari si procede alla colorazione elettronica: facendo precipitare dell'acetato di uranile sul nucleo, gli elettroni vengono riflessi e il nucleo appare come una regione elettrondensa.
Ci sono due tipologie di microscopio elettronico: il microscopio elettronico a trasmissione (TEM) e il microscopio elettronico a scansione (SEM). Il primo fornisce informazioni sulla struttura interna o ultrastruttura della cellula; il SEM fornisce immagini della superficie della cellula. Insomma, il SEM sta al TEM come di una persona la sua fotografia sta alla sua radiografia.